# Hans Killian
Hans Franz Edmund Killian (* 5. August 1892 in Freiburg im Breisgau; † 7. März 1982 ebenda) war ein deutscher Chirurg, Hochschullehrer und Schriftsteller. Er gilt als einer der Pioniere der deutschen Anästhesiologie.

## Leben

### Herkunft, Studium und Berufseinstieg
Hans Killian, geboren am Fahnenbergplatz und aufgewachsen in der Kaiser-Joseph-Straße in Freiburg im Breisgau, war ein Sohn des an der badischen Universität Freiburg als Hals-, Nasen- und Kehlkopfspezialist tätigen Arztes Gustav Killian.:S. 12 f. Nachdem er zunächst das humanistische Gymnasium in Freiburg besucht hatte, dort aber mit den alten Sprachen nicht zurechtkam, wurde er vom Vater vom Gymnasium genommen. Er erhielt englischen Privatunterricht und ging auf eine Oberrealschule, wo er auch die Reifeprüfung bestand. Dem Vorbild seines Vaters folgend beschloss er, Arzt zu werden. Seinen einjährigen Militärdienst leistete er in einem Artillerieregiment ab.:S. 13 und 19 An der Albert-Ludwigs-Universität Freiburg und der Ludwig-Maximilians-Universität München absolvierte er ein Medizinstudium, das er von 1914 bis 1918 wegen seiner Kriegsteilnahme als Minenwerfer unterbrach. Mehrfach ausgezeichnet, wurde er im November 1918 aus der Armee entlassen. Danach schloss er sich einer Bürgerwehr in seiner Heimatstadt an. Sein Bruder war im Krieg gefallen und seine Eltern hatten ihr in Kriegsanleihen angelegtes Vermögen verloren.:S. 19
Nach Weiterführung des Studiums legte er 1921 in Freiburg das medizinische Staatsexamen ab und wurde dort noch im selben Jahr zum Dr. med. promoviert. Zu seinen akademischen Lehrern in Freiburg gehörten der Pharmakologe Walther Straub, dem Killian als Jugendlicher Katzen für Tierversuche geliefert hatte, und Erich Lexer, dessen Tätigkeit ihn zum Beruf des Chirurgen motiviert hatte und der ihm zu einer wissenschaftlichen Vorbereitung dazu geraten hatte.:S. 19–25
Nach dem Medizinalpraktikum erhielt er 1922 die Approbation. Seine Assistenzarztzeit verbrachte er am Robert Koch-Institut in Berlin, am Pharmakologischen Institut der Universität München sowie zuletzt ab 1925:S. 25 f. und 251 an der Chirurgischen Klinik der Medizinischen Akademie Düsseldorf.

### Oberarzt und Extraordinarius in Freiburg
Im Jahr 1928 wechselte Killian, seinem Düsseldorfer Chef Eduard Rehn folgend, nach Freiburg im Breisgau, wo bereits Gustav Killian lange gelehrt hatte. Dort habilitierte Hans Killian sich 1930 für Chirurgie und Orthopädie. Er wirkte als Privatdozent und ab 1931 als Oberarzt unter Eduard Rehn an der Freiburger Chirurgischen Universitätsklinik im Schwarzwald, wo er die erste deutsche permanente Narkoseanlage konstruiert:S. 87 f. und 251 und betrieben hat. Er wurde 1935 zum a.o. Professor ernannt und 1939 verbeamtet.
Familie
In erster Ehe war er mit der Tänzerin Luise Niddy Impekoven verheiratet gewesen. Die 1923 geschlossene Ehe blieb kinderlos und wurde 1929 geschieden. Ab 1939 war er in zweiter Ehe mit der HNO-Ärztin Trude Bornhauser verheiratet. Das Paar bekam zwei Söhne. Die Wohnung der Killians befand sich bis in die 1940er Jahre in einem Vorort Freiburgs.:S. 198
Zeit des Nationalsozialismus
Nach der Machtübernahme durch die Nationalsozialisten schloss sich Killian im Frühjahr 1933 dem Stahlhelm, Bund der Frontsoldaten an, der im Jahr darauf in die Sturmabteilung überführt wurde. Bei der SA wurde er Sanitätstruppführer. Zum 1. Mai 1933 trat er der NSDAP bei (Mitgliedsnummer 3.459.170) und schloss sich auch dem NS-Dozentenbund an. Sein 1934 erschienenes Buch Facies dolorosa wurde aufgrund der darin enthaltenen Fotografien mit schmerzverzerrten Gesichtern von Seiten einiger NS-Ärzte kritisiert. Er soll auch vorübergehend von der Geheimen Staatspolizei überwacht worden sein. Ihm wurde 1938 die Reise zum Ärztekongress nach Chicago verwehrt, weswegen ihm von dort für seine Verdienste um die Narkoseforschung eine Auszeichnung nach Freiburg zugesandt wurde. Da er das von ihm beforschte und u. a. als wirksam gegen Schlafmittelvergiftungen erachtete Coramin gegenüber heimischen Präparaten favorisierte, wurde ihm vorgeworfen, dass die dieses Mittel produzierende Ciba-Basel durch „jüdisches Kapital“ finanziert sei. Geplante Berufungen auf Lehrstühle für Chirurgie an die Universität Kiel und später an die Reichsuniversität Straßburg kamen nicht zustande.
Am 10. Mai 1940, dem Tag des ersten Luftangriffs auf Freiburg, war Killian an der Organisation des Notdienstes in der Freiburger Klinik beteiligt.:S. 198–201

### Militärarzt im Zweiten Weltkrieg
Während des Zweiten Weltkrieges baute er zunächst die chirurgische Abteilung des Reservelazaretts in Straßburg auf. Nach dem Überfall auf die Sowjetunion war er ab Anfang Juli 1941 Beratender Chirurg (Stabsarzt) der 16. Armee in Nordrussland. Er wurde bis zum Oberstabsarzt befördert. Anfang 1943 nahm Killian an einer wissenschaftlichen Sitzung zur häufig tödlich verlaufenden Gasbrandinfektion in der Militärärztlichen Akademie in Berlin teil. Hier schlug Killian Hochimmunisationsversuche mit Gasbrandserum in einem Konzentrationslager vor, die in Zusammenarbeit mit den zum IG Farbenkonzern gehörenden Behringwerken-Marburg im November 1943 im KZ Buchenwald begannen. Kurze Zeit vorher, Ende 1942, nahm Killian laut Erwin Ding-Schuler an einer Sitzung zur todbringenden Wirkung von Phenol teil, auf der Ding-Schuler mit der Teilnahme an der Tötung von Häftlingen mit Phenol beauftragt wurde, um Erfahrungen mit der Wirkung von Phenol am Menschen zu sammeln.

### Ordinarius in Breslau
Killian wurde 1943 auf den Lehrstuhl für Chirurgie an die Schlesische Friedrich-Wilhelms-Universität in Breslau berufen, wo er nach seinem Wegzug aus Freiburg bis Anfang 1945 als Professor und Direktor der Chirurgischen Universitätsklinik wirkte. Zudem war er beratender Chirurg für Niederschlesien. Bei dem Bevollmächtigten für das Gesundheitswesen Karl Brandt (Hitlers Begleitarzt und ehemals Assistent des bis 1905 ebenfalls an der Breslauer Klinik wirkenden und mit Johann von Mikulicz die Grundlagen der Thoraxchirurgie dort schaffenden Ferdinand Sauerbruch) war er 1944 Angehöriger des wissenschaftlichen Beirates. An der Chirurgischen Universitätsklinik führte er ein Forschungsvorhaben zum Penicillin durch, dass als kriegswichtig eingestuft wurde.
Vor der Schlacht um Breslau im Februar 1945 verließ Killian im Zuge der Räumung die Stadt unter Zurücklassung seiner persönlichen Habe sowie des wissenschaftlichen Materials und gelangte als Flüchtling:S. 251 f. nach Halle (Saale).

### Nach dem Zweiten Weltkrieg
Laut eigenen Angaben befand er sich von Frühjahr 1945 bis zum 12. August 1945 in US-amerikanischer und sowjetischer Gefangenschaft. Danach wirkte Killian bis zum 31. Juli 1946 als Chefarzt der Verwundetenabteilung des Elisabeth-Krankenhauses Halle und Beratender Chirurg des Raumes Halle und Umgebung. Nach einer Phase der Arbeitslosigkeit erhielt er einen Forschungsauftrag von der Zentralverwaltung für das Gesundheitswesen Berlin.
Beim Nürnberger Ärzteprozess gab er zwei Eidesstattliche Erklärungen ab, einmal zugunsten des Angeklagten Joachim Mrugowsky, zum anderen, um die Hochimmunierungsversuche im KZ Buchenwald zu rechtfertigen.
Killian wurde im Mai 1947 Direktor des Krankenhauses Baden-Baden und praktizierte ab 1949 als freier Chirurg in Freiburg und im französischen Militärhospital von Donaueschingen. Als Angehöriger des Freiburger Lehrkörpers wurde er 1957 emeritiert. Er trat 1968 in den Ruhestand.

## Werk
Seine Forschungsschwerpunkte waren die allgemeine Chirurgie sowie die Herz- und Unfallchirurgie. Darüber hinaus widmete sich Killian auch insbesondere Fragestellungen zur Anästhesie. Er war 1928 Mitbegründer der Fachzeitschrift Narkose und Anaesthesie sowie 1934 Verfasser des wegweisenden Standardwerkes Narkose zu operativen Zwecken. Gemeinsam mit den Ärzten Helmut Schmidt und Hellmut Weese gilt Killian als „Nestor der heutigen Anästhesiologie in Deutschland“. Er war Mitglied in vielen Ärzteverbänden sowie korrespondierendes Mitglied ausländischer wissenschaftlicher Vereinigungen und wurde für sein Engagement mehrfach geehrt. So wurde ihm infolge seiner seit den 1920er Jahren währenden Bemühungen zur Professionalisierung des Narkosewesens bei Gründung der Deutsche Gesellschaft für Anästhesiologie und Intensivmedizin e. V. mit zwei weiteren Arztkollegen die Ehrenmitgliedschaft zuerkannt. Er war 1960/61 erster Vorsitzender des Berufsverbandes der Deutschen Chirurgen. Killian wurde 1969 mit dem Bundesverdienstkreuz I. Klasse geehrt. Er war Autor zahlreicher medizinischer Fachveröffentlichungen und Romancier, dessen Bücher größtenteils mehrfach aufgelegt und in mehreren Sprachen publiziert wurden.
Seine in dem Buch Hinter uns steht nur der Herrgott veröffentlichten Erinnerungen waren Vorlage für die 1972 erstmals in der ARD ausgestrahlte fünfteilige Fernsehserie Ein Chirurg erinnert sich über Beruf und Berufung des Arztes. Er war zudem passionierter Geiger und Maler. Seine im medizinischen Kontext stehenden Bilder tragen Titel wie Nächtliche Operation, Die Prognose, Narkose, Das Experiment oder auch Martyrium der Frau.

## Schriften
- Narkose zu operativen Zwecken. Julius Springer, Berlin 1934.
- Facies dolorosa: Das schmerzensreiche Antlitz. Thieme, Leipzig 1934 (Bildband).
- Pneumatopathien: Erkrankungen durch physik. Gaswirkg (Pneumatozelen, Gasemphyseme u. zyst. Pneumatosen). Enke, Stuttgart 1939 (gehört zu: Neue deutsche Chirurgie; Band 60)
- Meister der Chirurgie und die Chirurgenschulen im deutschen Raum: Deutschland, Österreich, Deutsche Schweiz. Thieme, Stuttgart 1951 (zusammen mit Gertrud Krämer); 2. Aufl. (unter dem Titel Meister der Chirurgie und die Chirurgenschulen im gesamten deutschen Sprachraum) ebenda 1980.
- mit Hellmut Weese: Die Narkose. Thieme, Stuttgart 1954.
- mit Axel Dönhardt: Wiederbelebung. Thieme, Stuttgart 1955.
- Hinter uns steht nur der Herrgott. Sub umbra dei. Ein Chirurg erinnert sich. Kindler, München 1957; Taschenbuchausgabe: Herder, Freiburg/Basel/Wien 1967; 10. Auflage 1975, ISBN 3-451-01779-2. (Weitere Lizenzausgaben auch unter abweichendem Haupttitel, z. B. Ein Chirurg erinnert sich.)
- Gustav Killian, sein Leben, sein Werk: Zugl. e. Beitr. zur Geschichte d. Bronchologie u. Laryngologie. Dustri, Remscheid-Lennep 1958.
- Im Schatten der Siege: Chirurg am Ilmensee 1941–1942 – 1943. Ehrenwirth, München 1964.
- 40 Jahre Narkoseforschung: Erfahrungen u. Erlebnisse. Verlag d. Dt. Hochschullehrer-Zeitung, Tübingen 1964.
- Der Kälte-Unfall: Allgemeine Unterkühlung. Dustri, Deisenhofen / München 1966.
- Solange das Herz schlägt. Aufzeichnungen eines Chirurgen. Kindler, München 1967.
- Totentanz auf dem Hartmannsweiler Kopf: 1914–1917. Vowinckel, Neckargemünd 1971.
- Auf Leben und Tod: vita somnium breve. Kindler, München 1973.
- Über aller Nacht ist Licht: der Kampf gegen die Sepsis. Kindler, München 1976.
- Wir stürmten durchs Friaul. Vowinckel, Neckargemünd 1978.
- als Hrsg.: Disaster Medicine. Band 3 (in Zusammenarbeit mit T. Graf-Baumann): Cold and Frost Injuries – Rewarming Damages. Biological, Angiological and Clinical Aspect. Springer Verlag, Berlin / Heidelberg / New York / Tokyo 1981, ISBN 3-540-08991-8.
- Die heitere Diagnose: Anekdoten um berühmte Mediziner. Kindler, München 1982, ISBN 3-463-00846-7.